# Pays-Bas aux Jeux olympiques d'hiver de 1952
Cet article contient des informations sur la participation et les résultats des Pays-Bas aux Jeux olympiques d'hiver de 1952, qui ont eu lieu à Oslo en Norvège.

## Médaillés
| Médaillés | Nom               | Sport               | Épreuve         |
| --------- | ----------------- | ------------------- | --------------- |
| Argent    | Kees Broekman     | Patinage de vitesse | 5000 m hommes   |
| Argent    | Kees Broekman     | Patinage de vitesse | 10 000 m hommes |
| Argent    | Wim van der Voort | Patinage de vitesse | 1 500 m hommes  |

## Résultats

### Ski alpin
| Athlète          | Épreuve      | Course 1     | Course 1 | Course 2     | Course 2     | Total        | Total        |
| Athlète          | Épreuve      | Temps        | Rang     | Temps        | Rang         | Temps        | Rang         |
| ---------------- | ------------ | ------------ | -------- | ------------ | ------------ | ------------ | ------------ |
| Peter Pappenheim | Descente     |              |          |              |              | 3 min 05 s 7 | 48           |
| Dick Pappenheim  | Descente     |              |          |              |              | 3 min 00 s 0 | 45           |
| Peter Pappenheim | Giant Slalom |              |          |              |              | 3 min 15 s 1 | 70           |
| Dick Pappenheim  | Giant Slalom |              |          |              |              | 2 min 57 s 6 | 52           |
| Dick Pappenheim  | Slalom       | 1 min 29 s 1 | 74       | Non qualifié | Non qualifié | Non qualifié | Non qualifié |
| Peter Pappenheim | Slalom       | 1 min 22 s 6 | 68       | Non qualifié | Non qualifié | Non qualifié | Non qualifié |

| Athlète                | Épreuve      | Course       | Course |
| Athlète                | Épreuve      | Temps        | Rang   |
| ---------------------- | ------------ | ------------ | ------ |
| Margriet Prajoux-Bouma | Slalom géant | 3 min 31 s 0 | 40     |

### Patinage artistique
| Athlète         | Épreuve           | Figures imposées | Libre | Points  | Places | Rang |
| --------------- | ----------------- | ---------------- | ----- | ------- | ------ | ---- |
| Lidy Stoppelman | Individuel femmes | 21               | 23    | 123,544 | 193    | 22   |

### Patinage de vitesse
| Épreuve  | Athlète             | Course          | Course            |
| Épreuve  | Athlète             | Temps           | Rang              |
| -------- | ------------------- | --------------- | ----------------- |
| 500 m    | Jan Charisius       | N'a pas terminé | –                 |
| 500 m    | Cockie van der Elst | 45 s 3          | 19                |
| 500 m    | Gerard Maarse       | 44 s 2          | 8                 |
| 500 m    | Wim van der Voort   | 45 s 3          | 19                |
| 1 500 m  | Kees Broekman       | 2 min 22 s 8    | 5                 |
| 1 500 m  | Cockie van der Elst | 2 min 27 s 6    | 26                |
| 1 500 m  | Gerard Maarse       | 2 min 24 s 3    | 12                |
| 1 500 m  | Wim van der Voort   | 2 min 20 s 6    | Médaille d'argent |
| 5 000 m  | Kees Broekman       | 8 min 21 s 6    | Médaille d'argent |
| 5 000 m  | Anton Huiskes       | 8 min 28 s 5    | 4                 |
| 5 000 m  | Egbert van 't Oever | 8 min 47 s 6    | 19                |
| 5 000 m  | Wim van der Voort   | 8 min 30 s 6    | 5                 |
| 10 000 m | Kees Broekman       | 17 min 10 s 6   | Médaille d'argent |
| 10 000 m | Anton Huiskes       | 17 min 25 s 5   | 5                 |
| 10 000 m | Egbert van 't Oever | 18 min 20 s 8   | 19                |